# Metopostigma tenuiseta
Metopostigma tenuiseta är en tvåvingeart som först beskrevs av Friedrich Hermann Loew 1860.  Metopostigma tenuiseta ingår i släktet Metopostigma och familjen fritflugor. Inga underarter finns listade i Catalogue of Life.